# Пришвино
Пришвино — деревня в Новоржевском районе Псковской области. Входит в состав Жадрицкой волости.
Расположена на реке Вержа, в 15 км к юго-западу от города Новоржев и в 2 км к западу от деревни Дубровы.
Численность населения деревни Пришвино по состоянию на 2000 год составляла 37 жителей.
До 2005 года деревня входила в состав Дубровской волости с центром в д. Дубровы.